# Straw Dogs (film 2011)
Straw Dogs, anche conosciuto col titolo di Cani di paglia, è un film del 2011 scritto e diretto da Rod Lurie.
Il film è un remake del quasi omonimo film di Sam Peckinpah del 1971 Cane di paglia, entrambi basati sul romanzo di Gordon Williams Cane di paglia (The Siege of Trencher's Farm).
Il titolo deriva da una frase di David, che definisce "cani di paglia" gli amici d'infanzia della moglie, riferendosi ad un'usanza della cultura cinese. Nello specifico si riferisce all'usanza degli antichi cinesi di utilizzare dei cani di paglia come offerta agli dèi durante le feste sacre. Cani che, analogamente a quello che succede ai giocatori liceali di football americano (come lo sono stati gli amici di Amy, poi diventati carpentieri), vengono poi messi da parte "una volta che è finita la festa".

## Trama
Una coppia, lo scrittore David e l'attrice Amy Sumner, si trasferisce da Los Angeles nella città natale di lei, Blackwater, nel profondo sud degli Stati Uniti, per ristrutturare la vecchia casa lasciata loro dal padre di Amy.
Ben presto, però, la coppia entra in conflitto con alcuni abitanti del luogo, che non vedono di buon occhio il loro stile di vita. Una sera i due coniugi ritrovano il loro gatto impiccato nell'armadio: Amy incolpa subito Charlie e i suoi amici, che si stanno occupando dei lavori di ristrutturazione; la coppia poi cerca di scoprire il colpevole ma senza successo.
La mattina seguente David viene invitato da Charlie e gli altri operai a partecipare ad una battuta di caccia, ma giunti nel bosco lo abbandonano, e Norman e Charlie si avviano verso casa sua. Charlie con la violenza entra nell'abitazione e stupra Amy. Anche Norman prende parte allo stupro.
Al ritorno di David, Amy non proferisce parola su ciò che le hanno fatto. David licenzia gli uomini il giorno seguente per averlo abbandonato, usando come scusa la loro lentezza nel finire il lavoro. Il venerdì i coniugi, su proposta di Amy, decidono di andare a vedere la partita di football locale.
Sulla via del ritorno hanno un incidente e investono per sbaglio Jeremy Niles, un ragazzo ritardato in fuga da Tom Heddon, l'allenatore della squadra di football locale che è solito picchiarlo perché convinto che Jeremy voglia insidiare sua figlia Janice, appena quindicenne. I due portano Jeremy a casa loro e chiamano un'ambulanza ma, per loro sfortuna, arrivano poco dopo Heddon con Charlie e i suoi amici, tutti ubriachi. Heddon chiede con diverse minacce ai Sumner di far uscire Jeremy così che possa chiedergli dove sia sua figlia, improvvisamente scomparsa.
David, per impedirgli di far del male al ragazzo, rifiuta scatenando le ire dell'uomo che, armato di fucile, comincia a distruggere varie finestre della casa e incendia l'abitazione, aiutato da Charlie. Nemmeno l'arrivo della polizia riesce a fermare l'uomo, che spara allo sceriffo e fa irruzione in casa insieme agli altri, intenzionati ad uccidere Jeremy, David e Amy. David manda Amy al primo piano insieme a Jeremy e riesce ad uccidere due degli uomini che, ubriachi, sono giunti ad aiutare il coach, uno bloccandogli le mani al muro con una sparachiodi, e un altro a colpi di mazza da golf. Uccide inoltre con un colpo di fucile il coach, dopo averlo disarmato dello stesso.
Charlie e David sono l'uno di fronte all'altro, ma Norman, con una scala, è salito da Amy e tenta di stuprarla: l'urlo porta Charlie e David a salire verso la camera e fermano l'uomo prima che possa farle del male. Norman ha una pistola e Charlie un fucile: dopo che quest'ultimo posa l'arma, però, Amy spara con lo stesso addosso a Norman, uccidendolo e infierendo sul cadavere per vendicarsi dello stupro.
Charlie è più forte di David, disarmato, e dopo aver atterrato Amy sbattendola al muro spinge David giù per le scale e continua a colpirlo, per poi inchiodarlo a terra e puntargli contro la pistola di Norman alla fronte. Amy lo minaccia alle spalle col fucile intimandogli di posare l'arma. Charlie si alza e le dice che quel fucile è scarico, ma alle sue spalle David si alza con in mano una tagliola precedentemente preparata e colpisce in testa Charlie, scatenando la chiusura del meccanismo che si chiude all'altezza della gola, uccidendolo lentamente.
David, consapevole di ciò che ha fatto, esce fuori: la casa è distrutta, il fienile è in fiamme e la macchina è saltata in aria. Senza sapere cosa succederà, resta a guardare tutto quel che è accaduto in quella folle notte.

## Curiosità
Il doppiatore Manlio De Angelis e il figlio Vittorio De Angelis ricoprono i ruoli che furono ricoperti dai rispettivi padri in Cane di paglia, dove il coach Tom Heddon venne doppiato da Gualtiero De Angelis, mentre Jeremy Niles (Henry, nel film originale) da Manlio De Angelis.

## Produzione
Con un budget stimato attorno ai 12,5 milioni di dollari, le riprese si sono svolte interamente in varie località della Louisiana, tra cui Bossier City e Shreveport, Le riprese del film sono iniziate il 16 agosto 2009.

## Distribuzione
La Screen Gems ha distribuito il film negli Stati Uniti il 16 settembre 2011. Per quanto concerne la distribuzione italiana, la Sony Pictures aveva inizialmente pianificato l'uscita nelle sale cinematografiche per il 2 dicembre 2011, per poi optare per la diretta distribuzione per il mercato home video il 4 aprile 2012.
Il film è stato poi trasmesso per la prima volta in televisione il 4 settembre 2012 su Sky Cinema 1 con il titolo Cani di paglia.